# Дрейтон, Майкл
Майкл Дрейтон (в дореволюционных российских источниках, например в ЭСБЕ, нередко упоминается как Михаил Драйтон; англ. Michael Drayton; 1563[…], Хартшил, Уорикшир — 23 декабря 1631, Лондон) — английский писатель

 и поэт елизаветинской эпохи; земляк и приятель Уильяма Шекспира. 

## Биография
Майкл Драйтон родился в	1563 году в Хартсхилле (Hartshill) — неметрополитенском районе со статусом боро в английском графстве Уорикшир. О его молодости почти ничего не известно, кроме того, что в 1580 году он служил некому Томасу Гудеру из Коллингема. Учёные XIX и XX веков на основе разрозненных намеков в его стихах и посвящениях предположили, что Дрейтон, возможно, учился в Оксфордском университете, но более поздние работы поставили это предположение под большое сомнение.
Дебютировал на литературном поприще стихотворным переложением некоторых эпизодов из Святого Писания («The Harmony of the Church», 1591), за которым последовали сборник пастушеских эклог под заглавием «Idea, The Shepherd’s Garland» (1593) и книга сонетов «Idea’s Mirror» (1594). 
На волне патриотического настроения, охватившего английское общество после разгромаНепобедимой Армады и отразившегося в шекспировских исторических драмах, Дрейтон написал ряд исторических поэм: «Mortimeriadas» (1596), «England’s Heroical Epistles» (1597), «Barron’s Wars», — в которых поэтически изобразил интересные эпизоды из истории своей родины. 

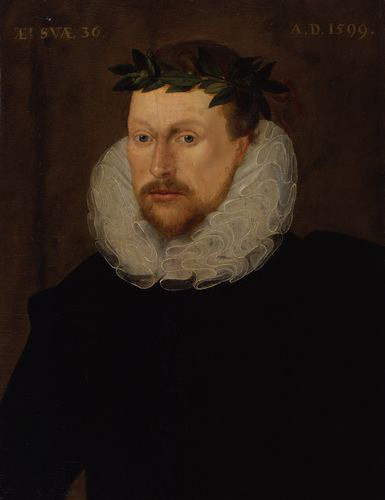
Майкл Драйтон

К 1597 году поэт почивал на лаврах; он пользовался большой благосклонностью при дворе Елизаветы и надеялся, что то же будет и при её преемнике. Но когда в 1603 году Дрейтон адресовал хвалебное стихотворение Якову I по поводу восшествия того на престол, его высмеяли, а его услуги грубо отвергли. Горечь нашла выражение в сатире «Сова» (1604), но таланта к такого рода сочинениям у него не было.
В своё время пользовался большой известностью самый обширный из поэтических трудов Дрейтона — его историко-географическая поэма «Poly-Olbion» (1613), в которой давалось описание всех достопримечательных местностей Англии. По глубине чувства, мастерству описаний и гармонии стиха Дрейтон может быть поставлен наряду с Эдмундом Спенсером, его любимым поэтом, которому он нередко сознательно подражал. 
Наиболее оригинален М. Дрейтон в небольших лирических произведениях, а также — в особенности — в своей знаменитой балладе о битве при Азенкуре,: это произведение лучшие английские критики признаю́т перлом английской поэзии конца XVI века. 
Майкл Дрейтон умер 23 декабря 1631 года в Лондоне и нашёл почётное пристанище в Уголке поэтов в Вестминстерском аббатстве. 
Полного собрания сочинений при жизни автора так и не издали. В 1748 году вышло собрание под редакцией английского историка, писателя и библиографа Уильяма Олдиса, затем четырёхтомник в 1753-м.
Отдельные произведения публиковались различными учёными и издателями; так, в 1856 году Колльер издал «Idea», «Mortimeriadas» и др.; Арбер в VI томе своего сборника «English Garner» переиздал «Идею», а Ричард Хупер  в 1876 году выпустил прекрасное издание «Poly-Olbion». Артур Генри Буллен в 1883 году составил из мелких стихотворений Дрейтона весьма интересный лирический сборник.